# Richard de Bellengues
Richard de Bellengues, àlies Cardot (Rouen, ca. 1380 – Brussel·les, 1471) va ser un cantant i compositor del segle XV.
Inicialment, va ser cantant a la banda de Joan I el Sense Por, el Papa Martí V (fundador de l'Alma Mater de Lovaina) i Felip III el Bo. Mentre servia amb aquest últim, va col·laborar amb Gilles Binchois. "Cardot" també s'esmenta com a canonge de l'església de Sant Pere de Lovaina. Més tard, va esdevenir membre del capítol de l'església de Santa Gúdula de Brussel·les (Catedral de Brussel·les). Finalment va ser enterrat allà el 1471.

## Per una vegada
Richard de Bellengues va escriure la cançó Per una vegada i per totes la vida meva, al còdex musical Ms. Canonici Misc. 213 de la Biblioteca Bodleiana d'Oxford.
| « | "Per una vegada i per totes la vida meva, us trio com a la meva dama i mestressa. Prometo servir-vos lleialment, malgrat tots aquells que em puguin envejar. La vostra dolça consideració manté el meu cor lligat a l'amargor per tal de mantenir la justícia. Per una vegada i per totes la vida meva, us trio com a la meva dama i mestressa. Us prego que, de la vostra part, em contingui, si estic en condicions de rebre totes les coses bones amb generositat; o altrament, l'alegria és de la meva part. Per una vegada i per totes la vida meva, us trio com a la meva dama i mestressa. Prometo servir-vos lleialment, malgrat tots aquells que em puguin envejar." | » |